# Keith Relf
William Keith Relf (22. března 1943 Richmond, Surrey, Spojené království – 12. května 1976 Londýn), byl anglický hudebník, známý jako frontman a hráč na harmoniku ve skupině Yardbirds. Zemřel ve věku 33 let po zásahu elektrickým proudem v suterénu svého domu, zatímco hrál na špatně uzemněnou kytaru. Relf se v životě potýkal s několika zdravotními problémy včetně rozedmy plic a astma, což mohlo přispět k jeho neschopnosti přežít zásah elektrickým proudem. Ačkoli většina zdrojů mylně uvádí 14. květen jako Keithovo datum úmrtí (den, kdy se o tom postaralo mnoho novin), na oficiálním úmrtním listu byl prohlášen za mrtvého 12. května v nemocnici West Middlesex.